# Notre-Dame-de-Vaulx
Notre-Dame-de-Vaulx ist eine französische Gemeinde mit 518 Einwohnern (Stand: 1. Januar 2022) im Département Isère in der Region Auvergne-Rhône-Alpes (vor 2016 Rhône-Alpes). Sie gehört zum Arrondissement Grenoble und zum Kanton Matheysine-Trièves. Die Einwohner werden Vaulxois genannt.

## Geographie
Die Gemeinde Notre-Dame-de-Vaulx liegt in den Westalpen, etwa 22 Kilometer südsüdöstlich von Grenoble. Umgeben wird Notre-Dame-de-Vaulx von den Nachbargemeinden Saint-Jean-de-Vaulx im Norden, Saint-Théoffrey im Osten, La Motte-d’Aveillans im Süden, La Motte-Saint-Martin im Südwesten, Monteynard im Westen, Notre-Dame-de-Commiers im Westen und Nordwesten sowie Saint-Georges-de-Commiers im Nordwesten.

## Bevölkerungsentwicklung
| Jahr                       | 1962 | 1968 | 1975 | 1982 | 1990 | 1999 | 2006 | 2013 | 2021 |
| -------------------------- | ---- | ---- | ---- | ---- | ---- | ---- | ---- | ---- | ---- |
| Einwohner                  | 485  | 416  | 320  | 306  | 392  | 495  | 581  | 525  | 522  |
| Quellen: Cassini und INSEE |      |      |      |      |      |      |      |      |      |

## Sehenswürdigkeiten

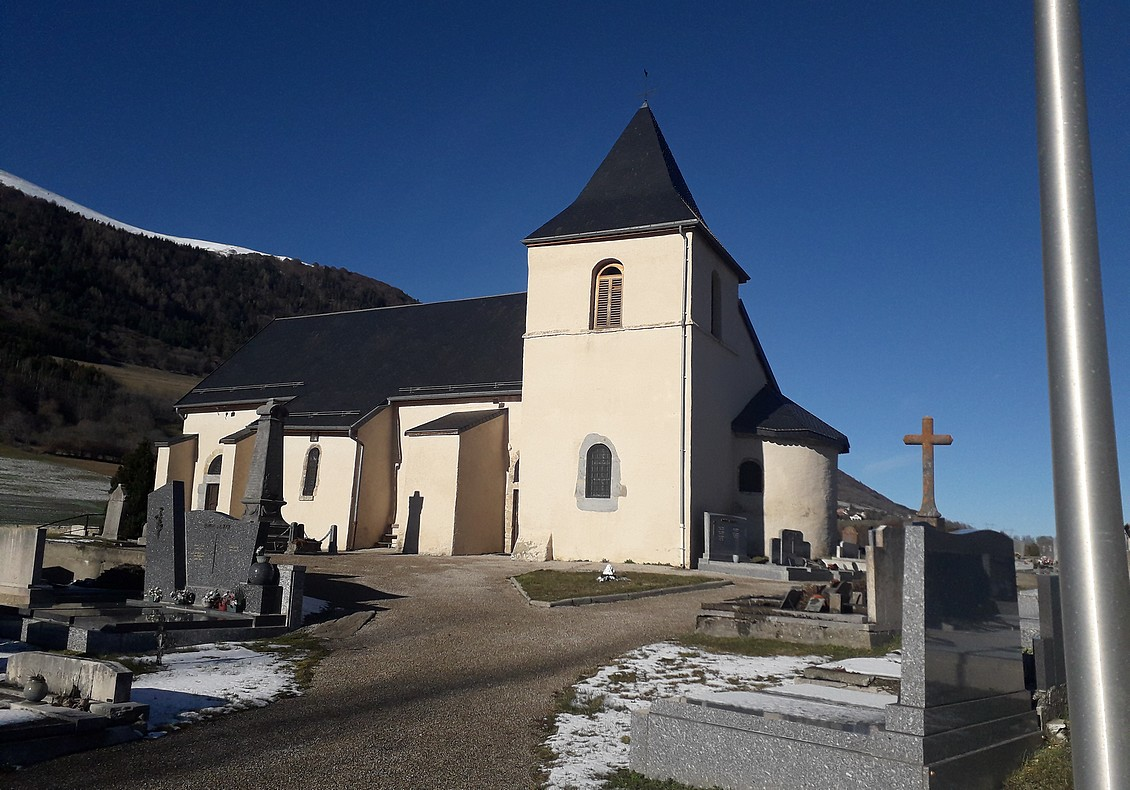
Kirche Saint-Laurent
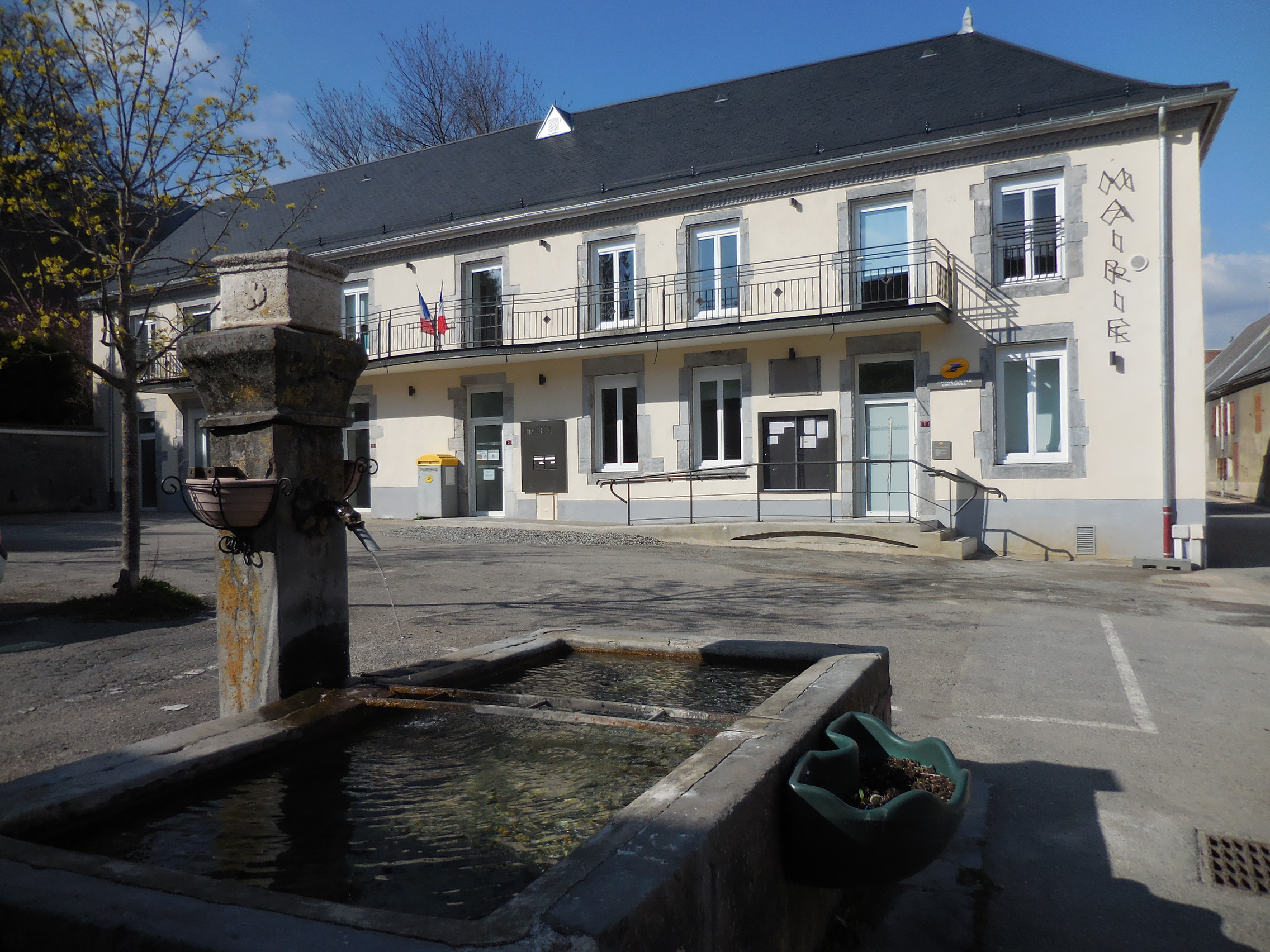
Rathaus (mairie)
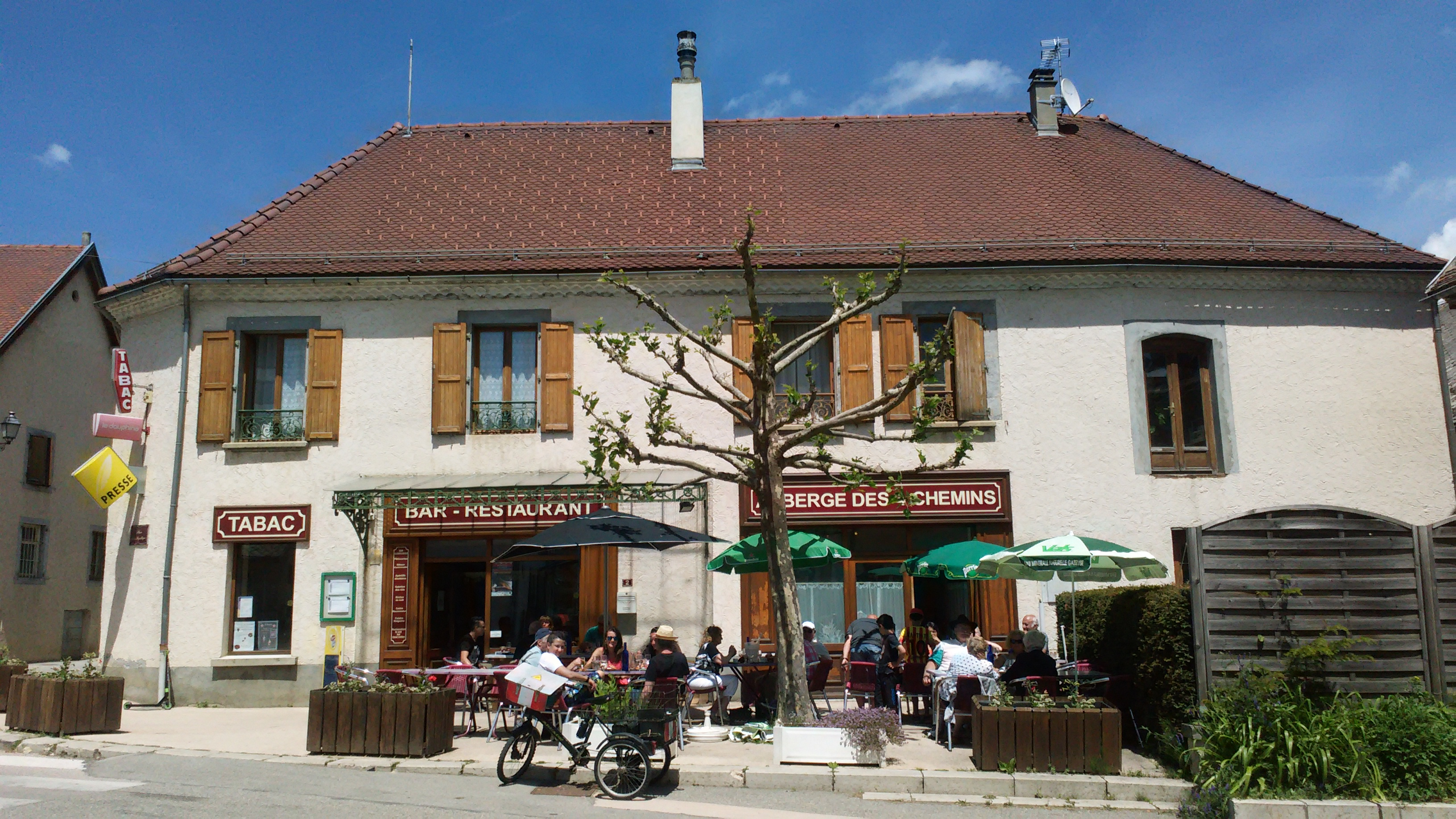
Bar, Restaurant, Herberge
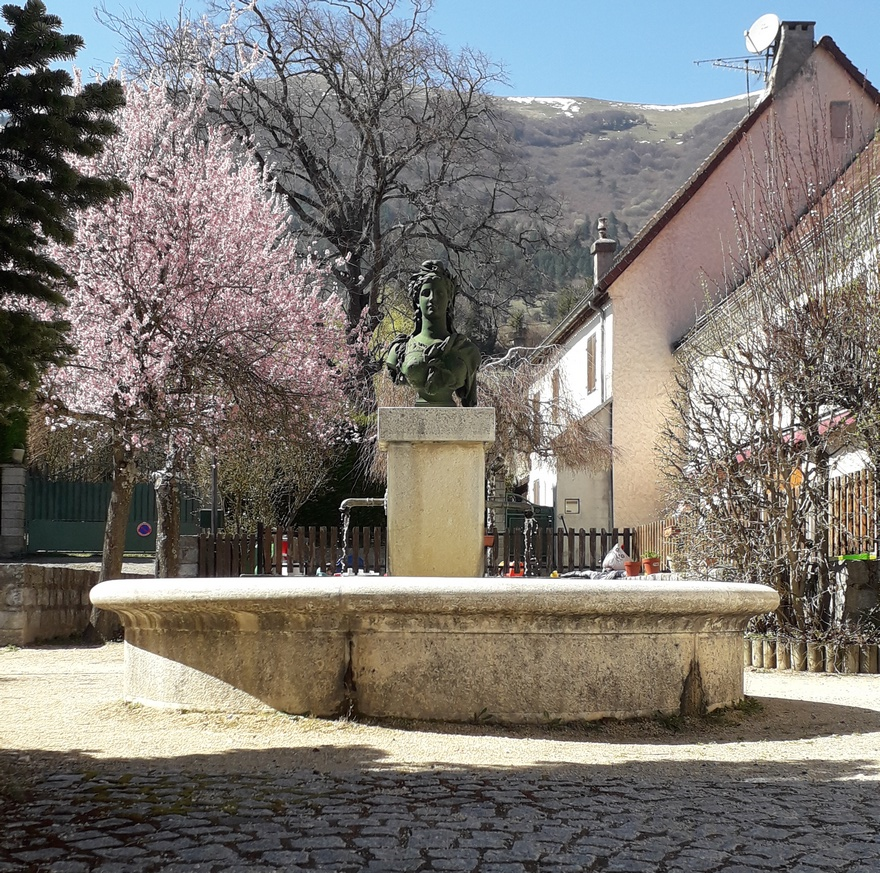
Brunnen
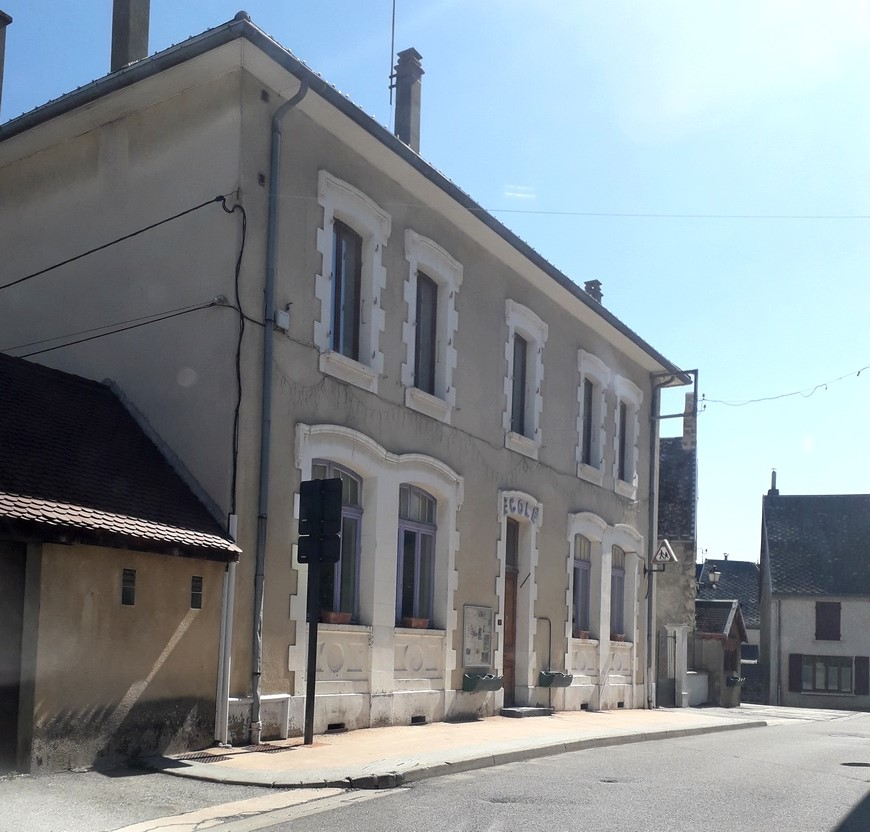
Schule

- Kirche Saint-Laurent
- Rathaus (mairie)
- Bar, Restaurant, Herberge
- Brunnen
- Schule